# Johann Brenz
Johann Brenz, född 1499, död 1570, var en tysk teolog, Württembergs reformator. 
Brenz studerade från 1514 i Heidelberg, främst under Oecolampadius, anslöt sig från början med hänförelse till Luthers anhängare och gav redan i sin prästerliga och akademiska verksamhet i Heidelberg allt tydligare uttryck för sin övertygelse. Anklagad med anledning härav, mottog han med glädje 1522 kallelsen till predikant i Hall i Schwaben och stannade på denna plats i 26 år. Han riktade sig starkt mot katolikerna och genomförde steg för steg ett reformationsarbete som omfattade långt mer än de direkt kyrkliga förhållandena. Minnesmärken härav är bland annat de två kyrkoordningarna för Hall av 1526 och 1543 med därtill sig anslutande äktenskaps-, skol- och fattigvårdsordningar samt flera kateketiska arbeten, av vilka det äldsta är hela den evangeliska kyrkans första katekes.
Ofta stördes hans arbete av tidens orosrörelser. År 1525 angreps Hall av de upproriska bondehärarna, och energiskt manade med framgång Brenz till motstånd. I sina yttranden i denna sak gav Brenz uttryck för Luthers synpunkter, men med mera lugn än denne, och riktade även kraftiga maningar furstarna. Efter kejsarens seger i schmalkaldiska kriget 1546 måste Brenz fly från församling och familj; han återvände snart, men måste, då han vägrade foga sig i det så kallade augsburger-interim, åter fly 1548; denna gång för gott.
Redan förut hade han på många sätt tagits i anspråk för större angelägenheter: han deltog ivrigt och inflytelserikt i tidens lärostrider, på riksdagen i Augsburg arbetade han troget vid Melanchthons sida, därefter bekämpade han kraftigt tanken på våldsamt motstånd mot kejsarens planer, biträdde vid utarbetandet av kyrkoordningarna för Nürnberg-Ansbach (1532) och Württemberg (1536) och på senare stället ledde han själv en tid reformationsverkets genomförande. Nu kallades han, efter ett par äventyrliga vandringsår, av hertig Kristofer i Württemberg till dennes kyrklige rådgivare. Såsom sådan utarbetade han 1551 för konsiliet i Trient Confessio wirtembergica, såsom uttryck för de tyska lutheranernas enhälliga tro, och vistades själv en kortare tid vid det nu snart sprängda konsiliet. Från 1553 till sin död var han, såsom prost i Stuttgart och hertigligt råd, ledare för hela Württembergs kyrkoväsen. Till hans många arbeten från denna tid hör bland annat Württembergs andra och definitiva kyrkoordning (1559).
Brenz var en av de allra främsta i andra ledets män bland reformationstidens gestalter. Han var dock ej någon genialt skapande ande, utan höll troget fast vid Luthers tankar, dock med många originella drag. Hans stränga lutherdom framträder särskilt i nattvardsläran, där även hans egentliga teologiska arbete ligger. Hans Syngramma suevicum (1525) är ett av de mest klassiska uttrycken för den genuint lutherska läran gentemot Zwingli; lika bestämt hävdade han senare denna mot sin forne nära vän Melanchthon. I närmaste samband härmed står hans berömda, paradoxalt tillspetsade utgestaltning av ubikvitetsläran. Men hans stränga ortodoxi mildras av ett drag av tolerans; i synnerhet gentemot vederdöparna. Hans kyrkoordningar hade stort inflytande långt utanför hans närmaste område. Han var även en av reformationstidens främsta predikanter. Få av tidens lokala reformatorer satte på ett så varaktigt sin prägel på sitt kyrkosamfund.